# Ascochyta achlydis
Ascochyta achlydis är en svampart som beskrevs av Dearn. 1916. Ascochyta achlydis ingår i släktet Ascochyta, ordningen Pleosporales, klassen Dothideomycetes, divisionen sporsäcksvampar och riket svampar.   Inga underarter finns listade i Catalogue of Life.